# Pháo chống tăng Sprut

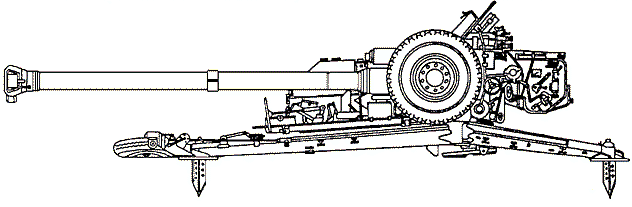
Hình về pháo chống tăng Sprut 125 ly.

2A45 Sprut-A, 2A45M Sprut-B và 2S25 Sprut-SD (phân loại của NATO - Squid) là một dòng pháo chống tăng nòng trơn 125 ly do Liên Xô sản xuất.

## Phát triển
2A45M được chế tạo vào cuối thập niên 1980 tại Phòng thiết kế Petrov tại Nhà máy pháo binh số 9, đây cũng là nơi chế tạo ra pháo nòng dài 2A18 / D30.

## Các thông số kỹ thuật (phiên bản Sprut-B)
- Cỡ nòng: 125 ly, tỉ lệ cơ nòng/chiều dài nòng 51 lần
- Hãm đầu nòng: kiểu `T' kép
- Cơ cấu khóa nòng: bán tự động, nêm đứng
- Khiên mặt trước: có
- Trọng lượng:
  - (kéo) 6500 kg (14330 lbs)
  - (tự hành) 6800 kg (14991 lbs)
  - (bắn) 6575 kg (14495 lbs)
- Dài:
  - (kéo) 7,120 m (23,35 ft)
  - (tự hành) 6,790 m (22,27 ft)
- Height:
  - (kéo) 2,09 m (6,85 ft)
  - (tự hành) 2,35 m (7,70 ft)
- Width:
  - (kéo) 2,66 m (8,72 ft)
  - (tự hành) 2,66 m (8,72 ft)
- Axis of bore: 0,925 m (3 ft)
- Track: 2,20 m (7,21 ft)
- Ground clearance: 0,36 m (1,18 ft)
- Elevation/depression: +25/-6º
- Traverse: 360º
- Tầm bắn:
  - (APFSDS) 2000 m (2187 yds)
  - (tên lửa) 5000 m (5468 yds)
  - (HE) 12200 m (13342 yds)
- Traverse: 360º
- Tốc độ bắn: 6-8 viên/phút
- Fording: 0,9 m (2,95 ft)
- Tốc độ:
  - (in APU mode) 14 cây số/giờ (8,69 dặm/giờ)
- Tầm hoạt động:
  - (in APU mode) 50 cây số (31 dặm)
- Đội bắn: 7
- Xe kéo pháo: Ural-4320 (6 × 6) truck, MT-LB multipurpose tracked vehicle
- Tốc độ (kéo): 80 cây số/giờ (49,7 dặm/giờ)

## Đạn dược
Pháo chống tăng Sprut sử dụng dòng đạn D-81 được dùng trên các loại tăng T-64, T-72, T-80 và T-90.

## Các phiên bản
- Sprut-A 2A45
- Sprut-B 2A45M
- Sprut-SD 2S25 Pháo tự hành chống tăng, gắn trên thân xe của thiết giáp BMD-3 .

## Các quốc gia đang sử dụng
- Trung Quốc phát triển một phiên bản nội địa của khẩu Sprut.
- Hungary.
- Iran manufactured by reverse engineering.
- Ấn Độ.
- Ba Lan được nhà sản xuất của Nga cấp phép chế tạo.
- Nga Khẩu Sprut được sử dụng rộng rãi trên nhiều xe tăng, thí dụ như các phiên bản 2A46M và 2A48M.
- Ukraina sản xuất ở Kharkov, do KMDB nắm bản quyền.
- Việt Nam

## Các quốc gia đã từng sử dụng
- Liên Xô.
- Nam Tư.